# القصر (إسبانيا)

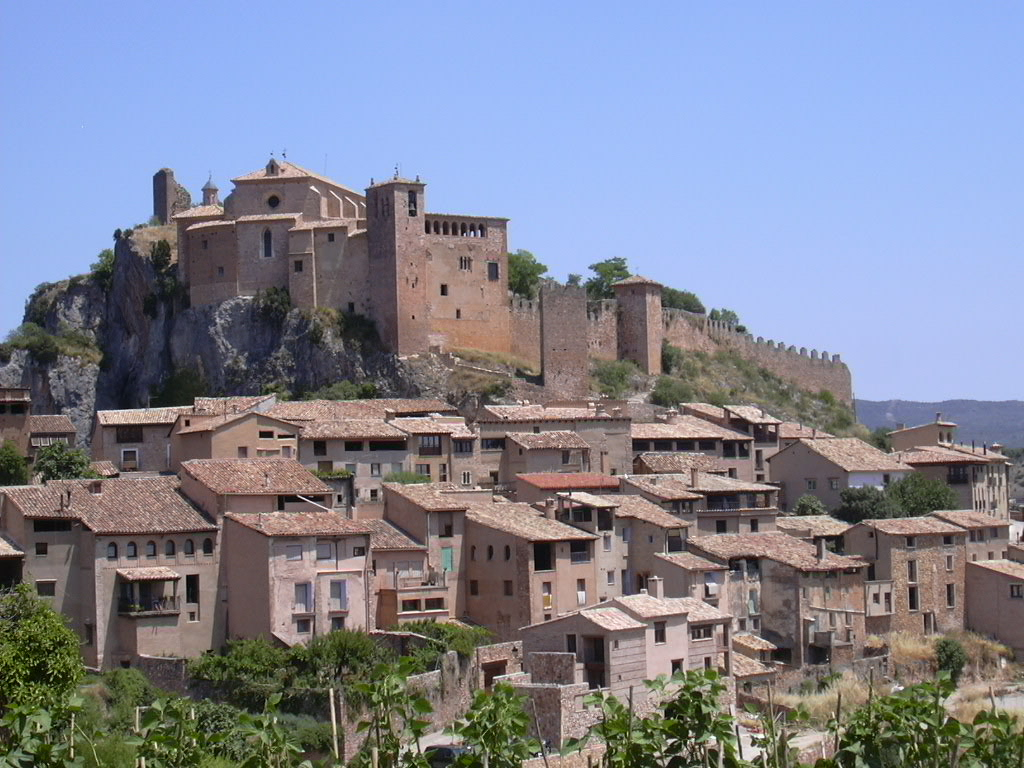
منظر للمدينة وكنيسة كوليغيات أعلاها.

القصر أو (نقحرة: ألكيزار) (بالإسبانية: Alquézar)‏ هي بلدية في مقاطعة وشقة الواقعة في منطقة أراغون ذات الحكم الذاتي في إسبانيا. وبحسب إحصاء عام 2004، بلغ عدد سكانها 309 نسمة. يوجد بالقرب منها 60 كهفًا جيريًا تضم رسومًا ترجع لما قبل التاريخ، وقد أعلنتها اليونسكو موقع تراث عالمي عام 1998.

## وصلات خارجية
- Alquézar Tourist Office's website (Spanish)